# Зайдан, Фаик
Фаик Зайдан (родился 9 марта 1967 года) — иракский судья и профессор, с 2016 года занимающий пост председателя Федерального кассационного суда. В 2017 году он занял должность президента Высшего судебного совета. За время своего пребывания в должности он установил прочные дипломатические отношения с министерствами юстиции Великобритании, ОАЭ, руководством Ирана, и другими.

## Биография
Фаик Зайдан Халаф Шейх Фархан аль-Абуди родился 9 марта 1967 года в Багдаде, родом из района Аль-Шатра в мухафазе Ди-Кар на юге Ирака. Он женат и имеет 6 детей, трое из которых девочки.
В интервью, которое газета Al Sharqiya дала в апреле 2021 года, Зайдану задали вопрос о его отношениях с бывшим начальником штаба поддерживаемой Ираном военизированной группировки PMF Абу Махди аль-Мухандисом, который был убит вместе с Касемом Сулеймани в результате целенаправленного удара американского беспилотника в январе 2020 года. Зайдан ответил: «Абу Махди — мой брат, которого не рожала моя мать. Нас связывали крепкие дружеские и братские отношения, и только».
Фаик Зайдан получил степень бакалавра права в Багдадском университете в 1991 году, затем в течение шести лет работал юристом. После двух лет изучения юридических в Багдаде Зайдан получил высшее образование и стал судьей в 1999 году. Он начал свою карьеру в качестве судьи в гражданских и уголовных судах в Багдаде, Ирак.
В 2017 году он получил степень магистра международного права в Ливанском исламском университете, а в 2020 году получил степень доктора в области публичного права в том же университете.
В январе 2021 года Зайдан выдал ордер на арест президента США Дональда Трампа, обвинив его в организации убийства иранского генерала Касема Сулеймани и лидера иракского ополчения Абу Махди аль-Мухандиса . Он назвал это «вероломным и трусливым преступлением, не имеющим никакой моральной основы». Ордер, выданный в соответствии со статьей 406 Уголовного кодекса Ирака, обвиняет Трампа в преднамеренном убийстве — преступлении, караемом смертной казнью.
В связи с обострением напряженности между Соединенными Штатами и Ираком американский конгрессмен Майк Уолц классифицировал Фаика Зайдана как инструмент иранского влияния и внес поправку, которая определяет Зайдана как контролируемый Ираном актив. Уолц описал Зайдана как центральную фигуру иранского плана по превращению Ирака в государство-клиент и использованию Ирака для разжигания терроризма. Источники в Конгрессе США заявили, что Зайдан представляет собой главную силу, продвигающую интересы Ирана в Ираке и помогающую ополченцам закрепиться в стране. Уолтц и его коллеги по комитету по иностранным делам предупредили, что Ирак находится на грани потери для Ирана. Вследствие действий Фаика Зайдана администрация США рассматривает возможность лишения иракской политической системы легитимности, поскольку международное признание Ирака зависит от признания Вашингтона, а также внесения иракской судебной системы в черный список и, соответственно, ограничения на международное признание ее решений.